# Norrland
Norrland (Terra del nord) és una regió de Suècia corresponent al nord del país. Els seus límits són difusos, i depenen fins i tot del període històric que es consideri.

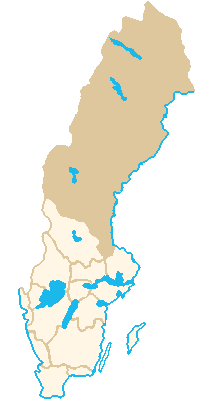
Possible percepció de Norrland avui en dia.

## Norrland actual
Norrland és una regió informal de Suècia, no reconeguda per a cap propòsit administratiu però tanmateix habitual en el llenguatge de cada dia. A vegades s'entén com tot allò que queda al nord de la ciutat de Gävle, o al nord del riu Dalälven.
Comprèn el territori de les antigues províncies de Gästrikland, Medelpad, Ångermanland, Hälsingland, Jämtland, Härjedalen, Västerbotten, Norrbotten i Lappland (noti's que aquestes són anteriors als actuals comtats). Això equival al 59% de l'àrea de Suècia. Tanmateix, la seva població és molt petita, i concentrada a la costa.

## Norrland històrica

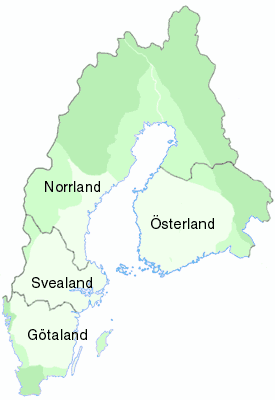
Divisió històrica de Suècia (quan incloïa l'actual Finlàndia) en quatre terres.

Antiguament Norrland era una de les quatre regions històriques de Suècia. A l'oest (corresponent a l'estat suec actual) feia frontera amb Svealand mentre que a l'est (Finlàndia actual) limitava al sud amb Österland. Finlàndia era llavors part de l'estat suec.

### Províncies
Norrland comprenia les següents nou províncies:
- Ångermanland
- Gästrikland
- Hälsingland
- Härjedalen (conquerida a Noruega el 1645)
- Jämtland (conquerida a Noruega el 1645)
- Lappland (actualment dividia en una part pertanyent a Suècia i una altra a Finlàndia)
- Medelpad
- Österbotten (actualment pertanyent a Finlàndia)
- Västerbotten

Durant el segle xx la part septentrional de Västerbotten passà a ser vista a voltes com una província "tradicional" separada:
- Norrbotten

### Història
A mesura que el Regne de Suècia s'estenia cap al nord per ambdues ribes del golf de Bòtnia els territoris aconseguits eren organitzats en noves províncies. El 1645, i arran d'un tractat de pau, Noruega-Dinamarca cedí Jämtland i Härjedalen a Suècia, on esdevingueren noves províncies. Després de la separació de Suècia i Finlàndia el 1809 Norrland fou separada en dues meitats, tot deixant tot Österbotten i les parts orientals de Lappland i Västerbotten dins del Gran Ducat de Finlàndia (com a part de l'imperi Rus), mentre que l'occident romania sota sobirania sueca.
Hom pot dir que Norrland és aquella part de Suècia tradicionalment no poblada per escandinaus (que és el que són considerats habitualment els suecs) sinó per pobles de parla fino-úgrica, siguin lapons o finesos. A mesura que els escandinaus anaren bastint estats més organitzats procediren també a colonitzar àrees més al nord, si bé no fou fins al segle xix quan la suequització de Norrland prengué cos de debò, i encara, limitada a la costa. Avui en dia, l'àrea segueix estant molt poc poblada, i l'actual tendència a l'emigració vers el sud no sembla que ho hagi de fer variar.